# 吕希
吕希（法語：Luchy，法語發音：[lyʃi]）是法国瓦兹省的一个市镇，属于博韦区。

## 地理
吕希（49°33'17"N, 2°7'7"E）面积10.79 平方千米，位于法国上法蘭西大區瓦兹省，该省份为法国北部内陆省份，北起索姆省，西接厄尔省和滨海塞纳省，南至塞纳-马恩省和瓦兹河谷省，东临埃纳省。
与吕希接壤的市镇（或旧市镇、城区）包括：欧希拉蒙塔涅、布利库尔、弗朗卡斯泰勒、瑞维尼、拉绍塞迪布瓦代屈、莫莱尔、米多尔日、罗唐日。

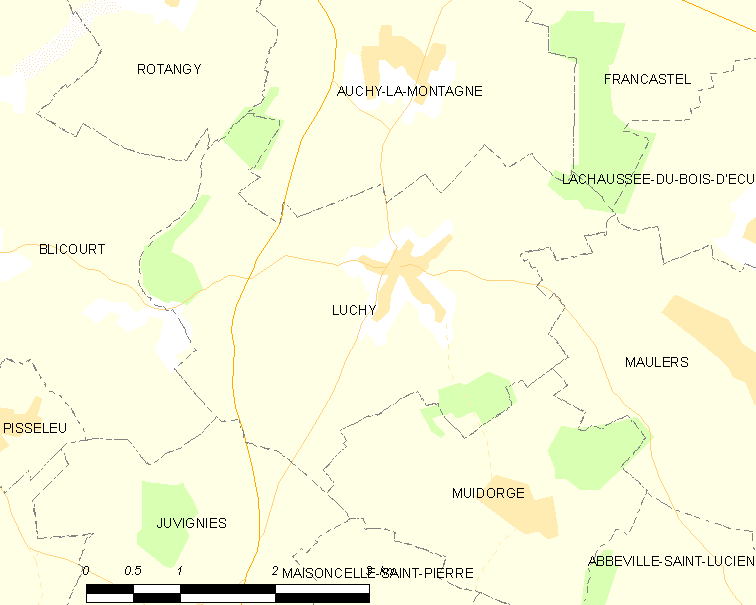
吕希的OSM定位图

吕希的时区为UTC+01:00、UTC+02:00（夏令时）。

## 行政
吕希的邮政编码为60360，INSEE市镇编码为60372。

## 政治
吕希所属的省级选区为圣瑞斯特昂绍塞县。

## 人口

1962-2008年间吕希人口变化图示

吕希于2022年1月1日时的人口数量为670人。